# Tachina testaceipes
Tachina testaceipes är en tvåvingeart som beskrevs av Stephens 1829. Tachina testaceipes ingår i släktet Tachina och familjen parasitflugor. Inga underarter finns listade i Catalogue of Life.